# O Herre, låt ditt namn i dag
O Herre, låt ditt namn i dag är en psalm med text skriven 1749 av Charles Wesley och musik skriven 1738 av William Knapp. Musiken bearbetades 1774. Texten översattes 1981 till svenska av Arne Widegård.

## Publicerad i
- Psalmer och Sånger 1987 som nr 474 under rubriken "Kyrkan och nådemedlen - Vittnesbörd - tjänst - mission".[1]